# Michael Butler (Kameramann)
Michael Butler auch Michael C. Butler (* 7. Mai 1945 in Los Angeles, Kalifornien) ist ein US-amerikanischer Kameramann beim Film, der über ein Dutzend Filmproduktionen in den 1970er und 1980er Jahren betreute, darunter Kinofilme wie Duell am Missouri, Der weiße Hai 2, Telefon, Das ausgekochte Schlitzohr ist wieder auf Achse oder Auf dem Highway ist die Hölle los.

## Leben und Karriere
Der 1945 in Los Angeles, im Bundesstaat Kalifornien, geborene Butler ist der Sohn des Oscarpreisträgers und Filmtechnikers Lawrence W. Butler. Michael Butler begann seine Laufbahn zuerst als Camera Operator 1971 bei der Kinoproduktion mit Beau Bridges The Christian Licorice Store unter der Regie von James Frawley. Seine erste eigenständige Kameraarbeit leistete er dann 1973 für Don Siegels Thriller Der große Coup mit Walter Matthau. Es folgten in den 1970er Jahren weitere Arbeiten als Kameramann für Produktionen wie die Filmkomödie Harry und Tonto für Regisseur Paul Mazursky, 33 Grad im Schatten für Thomas McGuane oder Arthur Penns Western Duell am Missouri mit Jack Nicholson und Marlon Brando, ferner ein weiterer Don Siegel Thriller Telefon in der Besetzung Charles Bronson und Lee Remick. Danach engagierte ihn der Regisseur Jeannot Szwarc für Der weiße Hai 2, die Fortsetzung des Blockbusters von Steven Spielberg. Für Peter Fonda fotografierte er Ende der 1970er Jahre dessen romantische Komödie Wanda Nevada. In den 1980er Jahren setzte er seine Tätigkeit als Kameramann für Filme wie Rob Cohens Unter guten Freunden fort. Für den Regisseur Hal Needham setzte er im Anschluss daran gleich drei Kinofilme hintereinander in Szene, die Smokey and the Bandit-Fortsetzung Das ausgekochte Schlitzohr ist wieder auf Achse, den Kassenschlager Auf dem Highway ist die Hölle los ebenfalls mit Burt Reynolds in der Hauptrolle und den Science-Fiction-Film Megaforce mit Barry Bostwick. Für den Regisseur Gus Trikonis folgte noch der Spielfilm Easy Flyer, danach zog sich Butler weitgehend aus der Filmszene zurück. 1998 unterstützte er bei John Sheas Regiearbeit an dem Independent-Filmdrama Southie mit Donnie Wahlberg kurzzeitig die Arbeit seines Kamerakollegen Allen Baker, danach verabschiedete sich Michael Butler endgültig in den Ruhestand. 
Sein Bruder David Butler arbeitete ebenfalls als Kameramann.

## Filmografie (Auswahl)

### Filme
- 1973: Der große Coup (Charley Varrick)
- 1974: Harry und Tonto (Harry and Tonto)
- 1975: 33 Grad im Schatten (92 in the Shade)
- 1976: Duell am Missouri (The Missouri Breaks)
- 1977: Telefon
- 1978: Der weiße Hai 2 (Jaws 2)
- 1979: Wanda Nevada
- 1980: Unter guten Freunden (A Small Circle of Friends)
- 1980: Das ausgekochte Schlitzohr ist wieder auf Achse (Smokey and the Bandit II)
- 1981: Auf dem Highway ist die Hölle los (The Cannonball Run)
- 1982: Megaforce
- 1983: Easy Flyer (Dance of the Dwarfs)
- 1998: Southie